# Hoog Kana
Hoog Kana (51° 58′ N, 5° 30′ L) é uma vila dos Países Baixos, na província de Guéldria. Hoog Kana pertence ao município de Buren, e está situada a 8 km, a sul de Veenendaal.